# Trần Thị Hoa Ry
Trần Thị Hoa Ry (sinh ngày 11 tháng 4 năm 1976) là một nữ chính trị gia người Việt Nam, dân tộc Khmer. Bà hiện là đại biểu quốc hội Việt Nam khóa XV nhiệm kì 2021 - 2026, thuộc đoàn đại biểu quốc hội tỉnh Bạc Liêu, Phó Chủ tịch Hội đồng Dân tộc của Quốc hội. Bà là đại biểu quốc hội trẻ nhất khoá X khi mới 21 tuổi.

## Xuất thân
Trần Thị Hoa Ry sinh ngày 11 tháng 4 năm 1976 quê quán ở xã Hưng Hội, huyện Vĩnh Lợi, tỉnh Bạc Liêu. 
Bà hiện cư trú ở Số 117, ấp Cái Giá, xã Hưng Hội, huyện Vĩnh Lợi, tỉnh Bạc Liêu.

## Giáo dục
- Giáo dục phổ thông: 12/12
- Trung học sư phạm
- Đại học Luật
- Cao cấp lí luận chính trị

## Sự nghiệp
Bà gia nhập Đảng Cộng sản Việt Nam vào ngày 3/3/2005.
Bà từng là đại biểu hội đồng nhân dân tỉnh Bạc Liêu nhiệm kỳ 2011 - 2016.
Bà từng là đại biểu Quốc hội Việt Nam khóa X (1997-2002) tỉnh Bạc Liêu. Lúc này, bà có trình độ Trung học sư phạm, là phật tử, làm nghề giáo viên, giữ chức vụ Uỷ viên Ban chấp hành tỉnh Đoàn Thanh niên Cộng sản Hồ Chí Minh, Phó Bí thư Đoàn xã Hưng Hội, tỉnh Bạc Liêu.
Bà từng là đại biểu Quốc hội Việt Nam khóa XI (2002-2007) tỉnh Bạc Liêu. Lúc này bà có trình độ Trung học sư phạm, giữ chức vụ Ủy viên Ban chấp hành Tỉnh đoàn tỉnh Bạc Liêu, Ủy viên Ban chấp hành Hội liên hiệp Phụ nữ tỉnh Bạc Liêu.
Bà từng là đại biểu Quốc hội Việt Nam khóa XII (2007-2011) tỉnh Bạc Liêu, kiêm Uỷ viên Ủy ban Khoa học, Công nghệ và Môi trường của Quốc hội, Phó ban Dân tộc tỉnh Bạc Liêu.
Khi ứng cử đại biểu Quốc hội Việt Nam khóa XIV (2016-2021) vào tháng 5 năm 2016 bà đang là Tỉnh ủy viên, Ủy viên Ban chấp hành Đảng ủy Khối cơ quan tỉnh Bạc Liêu, Bí thư Chi bộ, Trưởng ban Dân tộc tỉnh Bạc Liêu, làm việc ở Ban Dân tộc tỉnh Bạc Liêu. Bà khai không theo tôn giáo nào.
Bà đã trúng cử đại biểu Quốc hội năm 2016 ở đơn vị bầu cử số 1, tỉnh Bạc Liêu gồm có Thành phố Bạc Liêu và các huyện Vĩnh Lợi, Hòa Bình, được 197.939 phiếu, đạt tỷ lệ 77,60% số phiếu hợp lệ.
Bà từng là Tỉnh ủy viên, Chủ tịch Hội Liên hiệp Phụ nữ tỉnh Bạc Liêu, Ủy viên Hội đồng Dân tộc của Quốc hội.
Ngày 15 tháng 2 năm 2019 bà được điều động giữ chức Phó Chủ tịch Hội đồng Dân tộc của Quốc hội